# Hendrik Copijn

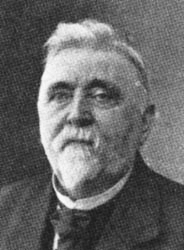
Henrik Copijn

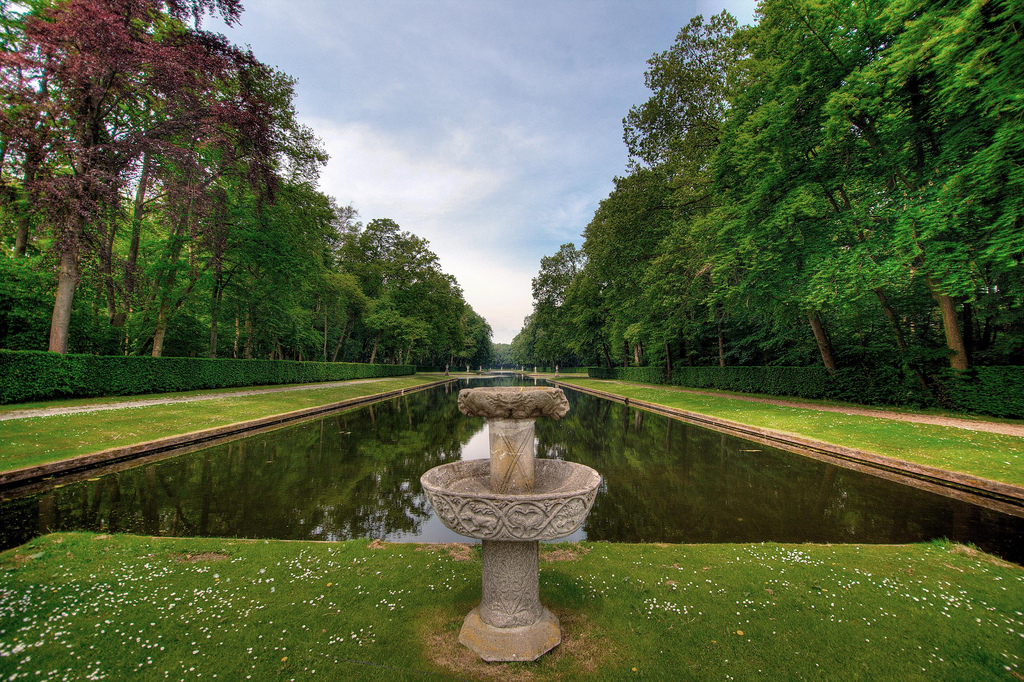
Wasserbassin im Park von Kasteel de Haar

Hendrik Copijn, mit Vornamen auch Henri oder Hein genannt, (* 3. März 1842 in Groenekan bei Utrecht; † 23. Dezember 1923 in Utrecht) war ein niederländischer Landschaftsarchitekt.

## Leben und Werk
Hendrik Copijn wurde als ältestes Kind der Eheleute Jan Copijn und Egbertje van Oostveen geboren. Sein Vater war als Architekt und Baumschulgärtner tätig. Copijns Mutter verstarb, als er neun Jahre alt war. Der Vater heiratete in zweiter Ehe eine jüngere Schwester der Verstorbenen. Aus dieser Ehe ging ein weiterer Sohn, Pieter Copijn, hervor.
Copijn besuchte die technische Schule in Utrecht. Anschließend war er ab 1859 Mitarbeiter und denn auch Partner seines Vaters in der Firma J. Copijn & Zoon. In dieser beschäftigte er sich, als Autodidakt, mit dem Entwurf von Gärten. Frühe Entwürfe Henri Copijns sind die Landschaftsgärten Zandbergen in Huis ter Heide oder Dem Hemelschen Berg in Oosterbeek.
Nach dem Tod seines Vaters nahm er seinen Halbbruder Pieter in die nun unter Gebroeders Copijn firmierende Unternehmung auf, der sich um die Gärtnerei des Unternehmens kümmerte.
In die Zeit der Partnerschaft mit Pieter Copijn fiel mit dem Zeitraum zwischen ungefähr 1895 und 1905 der wohl erfolgreichste Zeitraum der beruflichen Tätigkeit Copijns.
An die Stelle der reinen Landschaftsgärten trat nun ein eklektizistischer Mischstil. Beispiele für diese Gärten sind der Hydepark in Driebergen oder Rams-Woerthe in Steenwijk sowie das wohl größte und bedeutendste Werk von Copijn, der zwischen 1894 und 1914 entstandene Park des Kasteel de Haar in Haarzuilens bei Utrecht.
Copijn, der sich mit seinem Entwurf gegen diejenigen des bauausführenden Architekten Pierre Cuypers und des weiteren Mitbewerbers Leonard Anthony Springer durchsetzen konnte, gestaltete das über einhundert Hektar große Parkgelände als Landschaftspark mit integrierten Themengärten anderer Stilrichtungen der Gartenarchitektur.
Nachdem sein Halbbruder 1900 aus dem Unternehmen ausgeschieden war, nahm Copijn im Jahr 1901 seinen Sohn Louis und einige Jahre später seinen Schwiegersohn Cristian Hendrik Schouten in die nunmehrige Firma H. Copijn & Zoon auf, in der Henri Copijn aufgrund sonstiger Tätigkeiten, zum Beispiel als Gemeinderat, aber mehr und mehr nur noch stiller Teilhaber war.
Hendrik Copijn war seit 1874 mit Theodora Geertruida Wilhelmina van Leeuwen (1853–1914) verheiratet. Aus der Ehe gingen sechs Kinder hervor.